# IV. Nikomédész bithüniai király
IV. Nikomédész Philopatór (ógörögül: Νικομήδης Δ' Φιλοπάτωρ), (? – Kr. e. 74) az utolsó bithüniai király Kr. e. 94-től haláláig.
III. Nikomédész fiaként született, és édesapja halála után lépett a trónra. 20 éves uralkodása alatt a rómaiaktól függő fejedelemként kormányozta országát. Halálakor a rómaiakat tette meg Bithünia örökösévé, így ő volt Bithünia utolsó királya.